# Luitpold Steidle
Luitpold Steidle (Ulm, 12 maart 1898 - Weimar, 1984) was een Oost-Duits politicus.
Steidle werd op 1 mei 1933 lid van de Nationaalsocialistische Duitse Arbeiderspartij en nam in 1934 dienst in de Reichswehr. Tijdens de Tweede Wereldoorlog werd hij bevorderd tot kolonel en werd hij ingezet aan het oostfront. Hij maakte de Slag om Stalingrad mee. Op 11 januari 1943 werd hij onderscheiden met het IJzeren Kruis. Hij werd door het Rode Leger krijgsgevangen gemaakt en sloot zich aan bij het Nationalkomitee Freies Deutschland. In 1945 keerde hij naar Duitsland terug en sloot zich aan bij de CDU in de Sovjet-bezettingszone. Van 1949 tot 1950 was hij minister van Arbeid van de DDR en van 1949 tot 1958 minister van Volksgezondheid van de DDR.
Van 1950 tot 1971 was hij afgevaardigd in de Volkskammer en van 1960 tot 1969 burgemeester (Oberbürgermeister) van Weimar.

## Decoraties
- Ridderkruis op 22 januari 1943[1]
- IJzeren Kruis 1914, 1e en 2e klasse